# 超大型光赤外望遠鏡
超大型光赤外望遠鏡（ちょうおおがたひかりせきがいぼうえんきょう）は、分割鏡技術を用いた大型天体望遠鏡である。略称ELT (Extremely Large Telescope)。複数形のELTsでもしばしば呼ばれる。
一般的には、カリフォルニア天文学研究協会が運用を行い、アメリカ合衆国ハワイ州マウナケア山頂で天体観測を行っているケック望遠鏡や、チリ共和国内でヨーロッパ南天天文台が運用を行っている超大型望遠鏡VLT以上(おおむね10m以上)の口径を持つ望遠鏡のことである。

## 概論
複合鏡方式による大型天体望遠鏡には、2つのタイプがある。全天掃天を目的とした、F値の低い望遠鏡を製作するための技術が一つ。もう一つは、鏡という材料の限界による最大口径（ガラス素材の場合、最大6～9m）以上の集光力を目指したものである。
複合鏡型の望遠鏡は、その設計方法などによっていくつものタイプに分けることが出来るが、上記の目的を達成するために、様々な工夫が用いられる。
例を挙げておけば、ケック望遠鏡の場合には、6角形型1.5m相当の鏡を組み合わせて10m口径としている。この鏡を組み合わせるためには、鏡を支持するための精密なアクチュエータ技術及び鏡と鏡を接合するための技術が用いられる。VLTの場合には、単一鏡からなる天体望遠鏡を組み合わせ、光干渉技術（開口合成技術）によって最大の口径を得る事を目的としている。

## 日本のELT計画
国立天文台では、2005年度よりELTプロジェクト室を設置して、すばる望遠鏡以降の次世代大型天体望遠鏡計画の検討を進めている。想定口径は30mである。
最大の目的は、現存する口径8～10mクラスの望遠鏡では観測することのできない暗い天体の観測、および大口径によってもたらされる高解像力による観測である。すばる望遠鏡をプラットホームにして開発してきた技術を用いて、最高精度の光学系を装備し、可視光よりも赤外線に重点を置いた赤外線専用天体望遠鏡として計画を進めている。
赤外線専用とするのは、宇宙膨張に伴う赤方偏移によって遠方の天体の光が赤外線領域にシフトするためである。これらの光を効率良く集め解析することが可能になれば、銀河誕生の姿や銀河団形成の姿をより確実に捉えることができる。シミュレーションでは、モデル計算によって宇宙誕生直後の天体形成の再現が可能になっている。こうしてシミュレーションで示された天体の形成過程が実際の宇宙でどのように進んでいるか探査することがELTの大きな目標である。

### ELT計画全体
検討を進めている状況のため、いつファーストライトし、稼動する計画については未定である。現在、TMT計画及びOWLプロジェクトとの間で情報交換や技術仕様等について検討及び推進を行っている。技術仕様等についても未定である。現在、すばる望遠鏡ユーザーズミーティングなどを通じてヒアリングなどを進めており、これに基づいて技術仕様を確定してから、設置場所などの調査を開始し、その後開発計画として国立天文台本部を通じて、日本学術会議及び自然科学研究機構経由で文部科学省へ予算要求などが行われる予定である。
現在、国立天文台では、アタカマ大型ミリ波サブミリ波干渉計の実現、ASTRO-G計画等のプロジェクトの成功に向けて注力しているところでもあり、その後、ELT計画実現に向けて作業を開始する予定である。

### 次世代大型天体望遠鏡プロジェクト
- TMT計画 - アメリカ合衆国の計画。国立天文台でも参加を検討中。
- GMT計画 - アメリカ合衆国の計画。
- OWL望遠鏡 - ヨーロッパ南天天文台の計画

### 日本国内での大型天体望遠鏡プロジェクト
- 岡山天体物理観測所 - 民間企業と京都大学、名古屋大学を中心に進められている3.8m口径複合鏡型の光赤外線望遠鏡計画。
- 東京大学アタカマ天文台 - 東京大学が推進している、超薄膜鏡を用いた口径6.5mの単一鏡による、光学赤外線天体望遠鏡。

## 参考資料
- 日本天文学会, 家正則編,シリーズ現代の天文学 15巻　光赤外観測, 日本評論社